# آبشار فیفتی رود کاسکید
آبشار فیفتی رود کاسکید (به انگلیسی: Fifty Road Cascade) آبشاری است که در همیلتون (انتاریو)، کانادا واقع شده و ارتفاع کلی ریزشگاه آن ۱۰ متر (۳۳ فوت) است.